# 솟카모

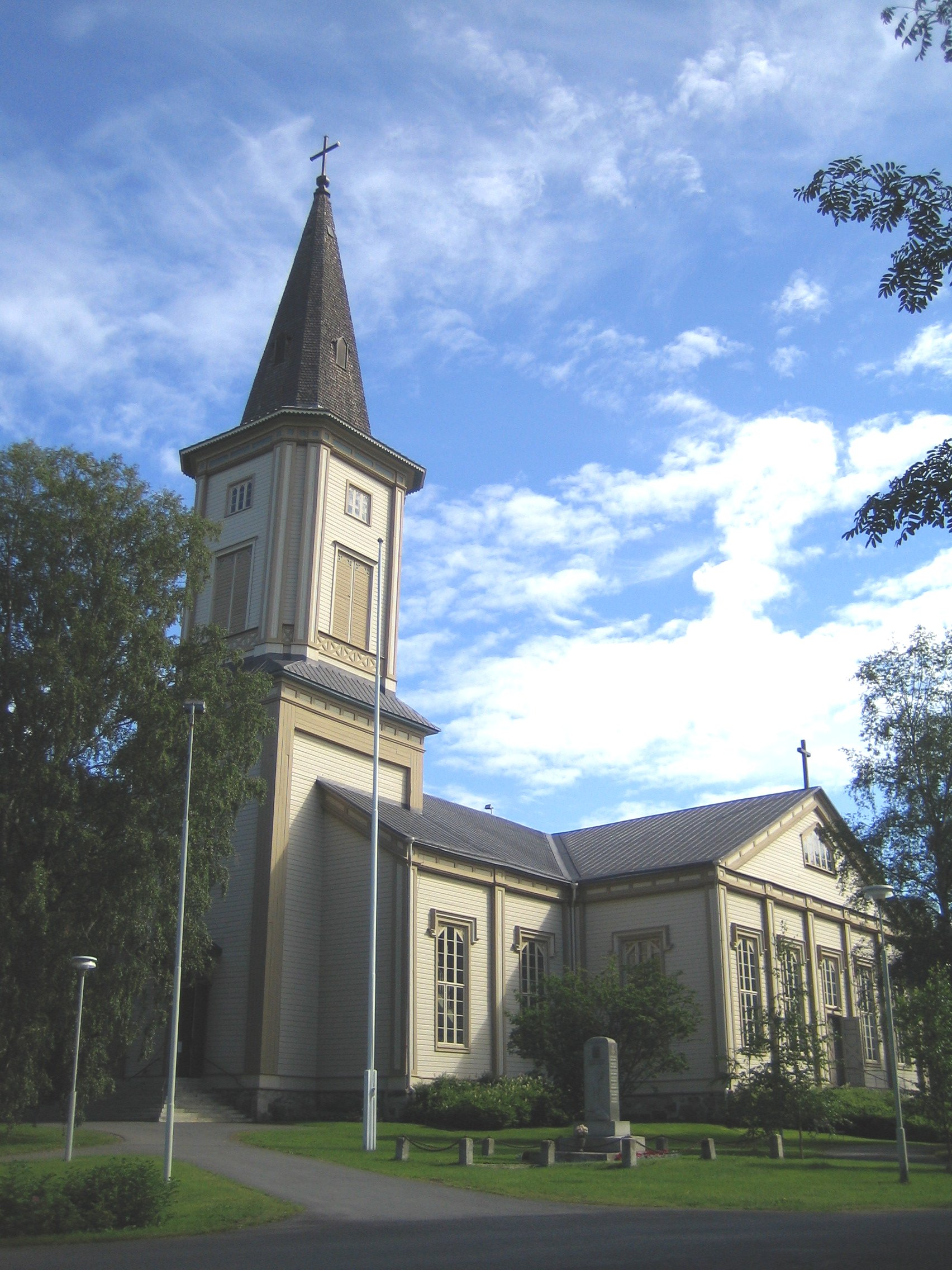
솟카모 교회

솟카모의 위치

솟카모(핀란드어: Sotkamo)는 핀란드 카이누 지역에 위치한 도시로 면적은 2,952.11km2, 인구는 10,507명(2016년 기준), 인구 밀도는 3.97명/km2이다.

시 문장